# دیوید لازارو
دیوید لازارو (انگلیسی: David Lázaro؛ زادهٔ ۱ ژوئن ۱۹۸۵) بازیکن فوتبال اهل اسپانیا است.
از باشگاه‌هایی که در آن بازی کرده‌است می‌توان به باشگاه فوتبال دپورتیوو آلاوس اشاره کرد.